# لمس سه‌بعدی

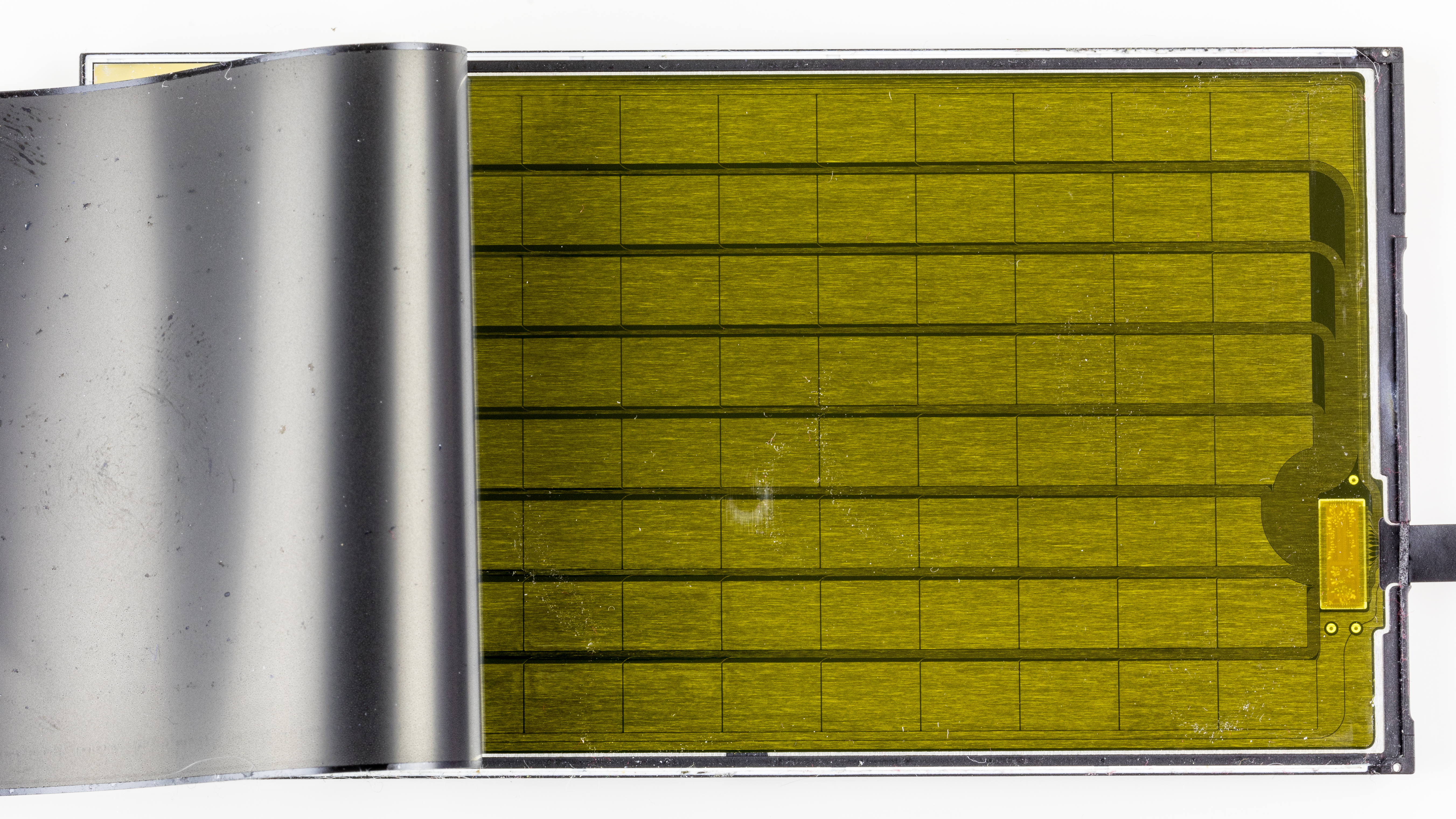
صفحه نمایش لمسی سه بعدی iPhone 6s

تاچ فشاری (به انگلیسی: Force Touch) یک فناوری لمسی است که توسط شرکت اپل توسعه یافته‌است که به پدهای لمسی و صفحه نمایش لمسی امکان می‌دهد بین سطوح مختلف نیروی اعمال شده به سطوح خود تمایز قائل شوند. از سنسورهای فشار برای افزودن روش دیگری برای ورودی به دستگاه‌های اپل استفاده می‌کند. این فناوری اولین بار در ۹ سپتامبر ۲۰۱۴ و در زمان معرفی ساعت اپل رونمایی شد. با شروع اپل واچ، تاچ فشاری در بسیاری از محصولات در خط تولید اپل گنجانده شده‌است. این به‌طور مشخص شامل مک بوک‌ها و مجیک ترکپد ۲ می‌شود. این فناوری در مدل‌های آیفون به عنوان تاچ سه بعدی شناخته می‌شود. این فناوری با ارایه بعد سوم برای پذیرش ورودی، پیشرفت‌های قابلیت استفاده را برای نرم‌افزار به ارمغان می‌آورد. دسترسی به میانبرها، پیش‌نمایش جزئیات، هنر طراحی و ویژگی‌های گسترده سیستم، کاربران را قادر می‌سازد تا با اعمال نیرو بر روی سطح ورودی، با محتوای نمایش داده شده تعامل بیشتری داشته باشند.
تاچ سه بعدی (به انگلیسی: 3D Touch) تکنولوژی است که توسط شرکت اپل ارایه شده‌است. اکنون این تکنولوژی در مک بوک ۲۰۱۵، مک بوک پرو ۲۰۱۵، اپل واچ ۲۰۱۵، و آیفون ۶اس و ۶اس پلاس استفاده می‌شود. همچنین در جدیدترین محصولات اپل نسخه‌های به روز آن به کار گرفته شده‌است. در این تکنولوژی مقدار فشار وارد شده بر صفحه لمسی تلفن همراه اندازه‌گیری شده و با توجه به سطح فشار در سه سطح سبک و متوسط و محکم، عملی را که برایش تعریف شده انجام می‌دهد. از طرف دیگر فورس تاچ دارای دو سطح تعامل است. موتور لمسی اپل (به انگلیسی: Taptic Engine) در این دستگاه‌ها قرار دارد که یک محرک خطی را در خود جای داده‌است که اثرات ارتعاشی را به عنوان بازخورد تولید می‌کند. اپل به توسعه دهندگان برنامه اجازه می‌دهد تا از حساسیت فشار تاچ‌پد و صفحه لمسی در برنامه‌های خود استفاده کنند. تاچ سه بعدی با آیفون ۱۱ و به بعد به نفع تاچ لمسی متوقف شد.
در تاچ سه بعدی عملیات سریع (به انگلیسی: quick action) به کاربران امکان دسترسی به میانبرها مستقیماً از صفحه اصلی را فراهم می‌کند.
همچنین Peek and Pop به کاربران این امکان را می‌دهد تا بدون نیاز به باز کردن محتوا، پیش‌نمایش محتوا را مشاهده کرده و روی آن اقداماتی انجام دهند. با فشار دادن بیشتر، کاربر می‌تواند به محتوای برنامه ظاهر شود. منوهای متنی را به آیکون‌های صفحه هوم خود اضافه نمایند و مستقیماً به سراغ قابلیت‌هایی بروند که بیش از سایر موارد در یک اپلیکیشن خاص استفاده می‌کنند؛ در داخل اپلیکیشن‌ها نیز با استفاده از Peek (زیرچشمی دیدن) می‌توان پیش نمایشی از اطلاعات را مشاهده نموده و از طریق Pop (بی مقدمه آوردن) نیز مستقیماً به همان قسمت از برنامه رفت.
تاچ لمسی (به انگلیسی: Haptic Touch) یک ویژگی در آیفون ایکس آر و مدل‌های بعد از آن است که جایگزین تاچ سه بعدی شده‌است. صفحه لمسی که دیگر سطح حساس به فشار ندارد، با استفاده از تأخیر زمان‌بندی‌شده برای فعال کردن برخی ویژگی‌های لمس سه‌بعدی (فقط برای عناصری که عملکردی برای فشار طولانی ندارند)، بین ضربه زدن و فشار طولانی تمایز قائل می‌شود. این ویژگی به آیفون اس ای (نسل اول) با به‌روزرسانی آی او اس ۱۳ و به هر آی‌پد که قابلیت اجرای آی‌پد او اس ۱۳ را دارد اضافه شد. از واچ اواس ۷، فقط تاچ لمسی شناخته شده‌است و تاچ فشاری در همه ساعت‌های اپل بعدی متوقف شده‌است.

## پیوندها
https://en.wikipedia.org/wiki/Force_Touch
3D Touch
1. ↑  «Mouse and Trackpad - User Interaction - macOS - Human Interface Guidelines - Apple Developer». developer.apple.com. دریافت‌شده در ۲۰۲۲-۰۶-۰۱.
2. ↑  «3D Touch - User Interaction - iOS - Human Interface Guidelines - Apple Developer». developer.apple.com. دریافت‌شده در ۲۰۲۲-۰۶-۰۱.
3. ↑  "Change 3D or Haptic Touch sensitivity on your iPhone". Apple Support (به انگلیسی). Retrieved 2022-06-01.
4. ↑  «Apple's new iPhone 11 and iPhone 11 Pro quietly ditched a feature that was first introduced 4 years ago | Business Insider». web.archive.org. ۲۰۲۰-۱۱-۰۸. بایگانی‌شده از اصلی در ۸ نوامبر ۲۰۲۰. دریافت‌شده در ۲۰۲۲-۰۶-۰۱.
5. ↑  "watchOS 7 Removes Force Touch Support From Your Apple Watch, Here's Everything That's Changed". MacRumors (به انگلیسی). Retrieved 2022-06-01.